# 法定 (僧侶)
法定（ほうてい/ほうじょう、生没年不詳）は、飛鳥時代の610年3月に高句麗の嬰陽王が日本の朝廷に貢上し（貢上＝「貢物を差し上げる」）、来朝した僧侶。

## 経歴
推古天皇18年（610年）、曇徴とともに高句麗より来朝した。『聖徳太子伝暦』（917年、または992年成立)には、聖徳太子が斑鳩宮に招いて、その後に法隆寺に止住させたとある。しかし、当該書は後世に盛んに書かれた神話的太子伝の集大成であり、史実性が疑問視されており、加えて、この逸話は先行するどの聖徳太子伝にも見当たらない。なお、この際に法定は、前世では南岳恵思禅師（ここでは聖徳太子の前世）の弟子であったと答えている。「法隆寺院主并寺主譜略伝」によれば、曇徴は法隆寺3世別当であり、法定は4世別当になったとされる。